# Frances Conroy
Frances Hardman Conroy (Monroe, Georgia, 15 de marzo de 1953) es una actriz de cine y televisión estadounidense, conocida sobre todo por interpretar a Ruth Fisher en la serie de televisión Six Feet Under (2001-2005), por la que ganó un Globo de Oro y tres premios Screen Actors Guild. También es conocida por interpretar la versión más antigua de Moira O'Hara en la primera temporada de la serie de antología televisiva American Horror Story, que le valió a Conroy su primera nominación al Premio Saturn a la Mejor Actriz de Reparto en Televisión, y también al Premio Primetime Emmy por Mejor Actriz de Reparto. Posteriormente, Conroy interpretó a El ángel de la muerte, Myrtle Snow, Gloria Mott, Mama Polk y Bebe Babbitt en seis temporadas más del programa: Asylum, Coven, Freak Show, Roanoke, Cult y Apocalypse, respectivamente. Conroy es la cuarta actriz que ha aparecido en la mayoría de las temporadas del programa. Por su actuación en Coven, fue nominada nuevamente para un premio Primetime Emmy a la mejor actriz de reparto.
Interpretó a Dawn en la primera temporada de la serie original de Hulu Casual, que fue nominada a un Globo de Oro por su primera temporada. En el 2017 interpretó a Nathalie Raven en The Mist. En el 2019, actuó en la película Joker como la madre del personaje principal.

## Primeros años
Frances Conroy nació en Monroe, Georgia, hija de Ossie Hardman y Vincent Paul Conroy. Su padre era un ejecutivo de negocios y su madre se desempeñaba en la misma rama. Estudió teatro en la Escuela Juilliard en Nueva York, bajo la dirección de John Houseman y Marian Seldes.

## Carrera

### Primeros años e inicios
Durante la década de 1970 Conroy participó de numerosas obras teatrales regionales y con compañías teatrales itinerantes, incluyendo una puesta independiente de la obra Otelo junto a Richard Dreyfuss y Raúl Juliá en el papel de Desdémona. Una de sus primeras apariciones fílmicas fue en el clásico dirigido por Woody Allen, Manhattan, en 1979. Un año después tuvo su debut en Broadway, en la obra The Lady from Dubuque de Edward Albee. En los siguientes 20 años se concentró en su carrera teatral, ganó un Premio Tony por su actuación en la obra The Ride Down Mt. Morgan (escrita por Arthur Miller) y cuatro nominaciones a los Drama Desk Award, de las cuales ganó en dos oportunidades.
Durante este tiempo tuvo pequeños papeles en diferentes películas y telefilmes, así como roles de invitada en series de televisión. 

### Década de los 2000:Six Feet Under
Entre 2001 y 2005 Conroy protagonizó en la serie de HBO Six Feet Under en el papel de la matriarca de la familia Fisher, Ruth, que intenta reponerse tras la muerte de su esposo. Por ese papel ganó un Premio Globo de Oro a mejor actriz en una serie dramática en 2004. Fue nominada cuatro veces para los Premios Primetime Emmy en la misma categoría, de las cuales ganó en dos oportunidades. Junto al reparto de la serie se hizo acreedora de dos Premio del Sindicato de Actores al mejor reparto de televisión, en 2003 y 2004; mientras que de manera individual obtuvo el Premio del Sindicato de Actores a la mejor actriz de televisión en 2004. La serie terminó en 2005, tras haber emitido 65 episodios. 
En los años siguientes al fin de Six Feet Under, Conroy interpretó papeles secundarios como actriz invitada en diferentes series de televisión, como ER, Desperate Housewives y Nip/Tuck. En 2009 consiguió un papel recurrente en la serie How I Met Your Mother como Loretta, la madre de Barney Stinson.
En 2010 interpretó a la esposa de Robert De Niro en el thriller Stone, dirigido por John Curran. En ese mismo año, Conroy interpretó a Peggy Haplin, un personaje secundario en la serie de la ABC Happy Town.

### Década de los 2010:American Horror Story

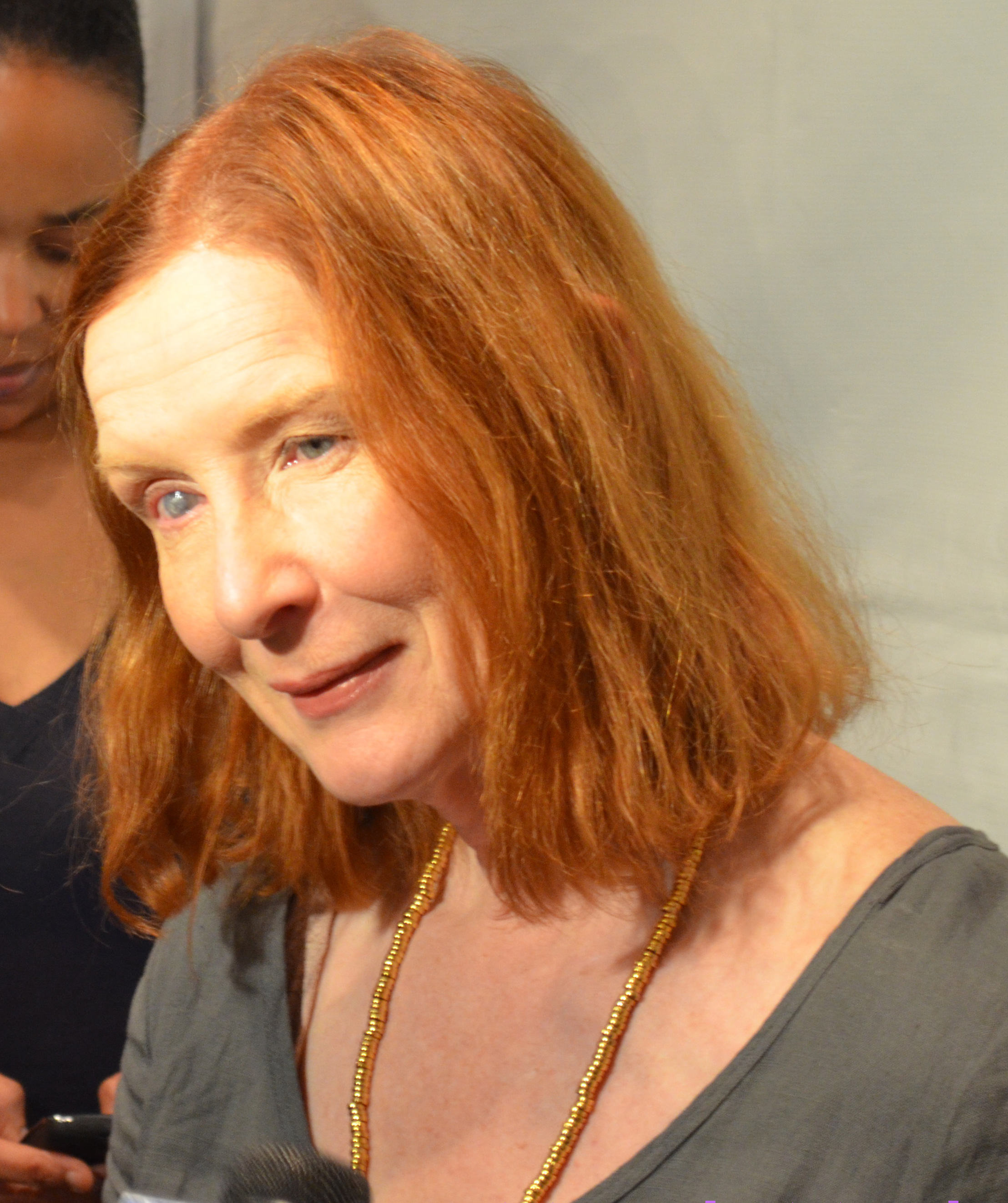
Frances Conroy en 2012

En 2011, Conroy se unió al elenco de la serie American Horror Story: Murder House, emitida por FX, en la cual interpretó a un ama de llaves llamada Moira O'Hara, papel que compartió con la actriz Alexandra Breckenridge. Por su actuación, Conroy fue nominada a un premio Emmy por quinta vez, esta vez por en la categoría de  mejor actriz de reparto en una miniserie o telefilme.
Para la segunda temporada, Conroy volvió formar parte del programa, esta vez llamado Asylum y ambientado en un hospital psiquiátrico; como Shachath o Ángel de la Muerte. Lo mismo sucedió en las dos temporadas siguientes: en 2013, Conroy interpretó a Myrtle Snow en Coven, un personaje basado en la editora de moda Diana Vreeland, y el año siguiente participó en la cuarta temporada, American Horror Story: Freak Show en el papel de Gloria Mott. En 2014 fue nominada nuevamente al Emmy por su actuación en Coven. En 2016 fue una invitada especial en American Horror Story: Roanoke interpretando a la caníbal Mama Polk. En 2017 hizo su regreso también como invitada especial en American Horror Story: Cult interpretando a la feminista Bebe Babbitt. En 2018, podemos volverla a ver retomando sus papeles de la bruja Myrtle Snow y la ama de llaves Moira O´Hara en American Horror Story: Apocalypse.
En 2015, Conroy protagonizó la película independiente No Pay, Nudity junto a Gabriel Byrne y Nathan Lane. Asimismo, se confirmó su participación en la comedia Casual, que se emitirá en la plataforma Hulu.
Conroy apareció como coprotagonista en la película de 2019 de Joker, como la madre del personaje Joker.

### Década de los 2020: Proyectos recientes
En 2020, Conroy participó en la serie animada Summer Camp Island como la Señorita Clarinete para los últimos dos episodios de la Tercera Temporada y luego en 2021 participó como la líder de la Patrulla de Esquí de Elfos para el episodio "Breakfast like Gene Kelly" de la Cuarta Temporada.
En 2021, participó en la aclamada película, El poder del perro en el papel de la señora Burbank, ganando su primer premio Satellite.

## Vida personal
Conroy ha estado casada dos veces: la primera en 1980 con Jonathan Furst del que está divorciada y la segunda con Jan Munroe, desde 1992 hasta la actualidad. Es madre de un hijo.

## Filmografía

### Películas
| Año  | Título                                                | Rol                    | Notas                    |
| ---- | ----------------------------------------------------- | ---------------------- | ------------------------ |
| 1978 | All's Well That Ends Well                             | Diana                  | Película para televisión |
| 1979 | Manhattan                                             | Actriz shakespereana   |                          |
| 1982 | The Royal Romance of Charles and Diana                | Mrs. Watson            | Película para televisión |
| 1984 | Falling in Love                                       | Mesera                 |                          |
| 1987 | LBJ: The Early Years                                  |                        | Película para televisión |
| 1987 | Amazing Grace and Chuck                               | Pamela                 |                          |
| 1988 | Terrorist on Trial: The United States vs. Salim Ajami | Lyn Kessler            | Película para televisión |
| 1988 | Otra mujer                                            | Lynn                   |                          |
| 1988 | Un par de seductores                                  | Lady from Palm Beach   |                          |
| 1989 | Delitos y faltas                                      | Dueña de casa          |                          |
| 1991 | Billy Bathgate                                        | Mary Behan             |                          |
| 1992 | Scent of a Woman                                      | Christine Downes       |                          |
| 1993 | Sleepless in Seattle                                  | Irene Reed             |                          |
| 1993 | Las aventuras de Huckleberry Finn                     | Scrawny Shanty Lady    |                          |
| 1994 | One More Mountain                                     | Peggy Breen            | Película para televisión |
| 1994 | Developing                                            | Clare                  | Cortometraje             |
| 1995 | Angela                                                | Madre de Anne          |                          |
| 1995 | The Neon Bible                                        | Miss Scover            |                          |
| 1996 | The Crucible                                          | Ann Putnam             |                          |
| 2002 | Maid in Manhattan                                     | Paula Burns            |                          |
| 2003 | Die, Mommie, Die!                                     | Bootsie Carp           |                          |
| 2004 | Catwoman                                              | Ophelia                |                          |
| 2004 | The Aviator                                           | Mrs. Hepburn           |                          |
| 2005 | Broken Flowers                                        | Dora                   |                          |
| 2005 | Shopgirl                                              | Catherine Buttersfield |                          |
| 2006 | Ira & Abby                                            | Lynn Willoughby        |                          |
| 2006 | The Wicker Man                                        | Dra. T.H. Moss         |                          |
| 2007 | The Seeker                                            | Miss Greythorne        |                          |
| 2008 | Humboldt County                                       | Rosie                  |                          |
| 2008 | The Tale of Despereaux                                | Antoinette             | Voz.                     |
| 2009 | The Smell of Success                                  | Agnes May              |                          |
| 2009 | New in town                                           | Trudy Van Uuden        |                          |
| 2009 | Stay Cool                                             | Mrs. Leuchtenberger    |                          |
| 2009 | Love Happens                                          | Madre de Eloise        |                          |
| 2010 | Waking Madison                                        | Dolly                  |                          |
| 2010 | Bloodworth                                            | Julia Bloodworth       |                          |
| 2010 | Shelter                                               | Mrs. Birnberg          |                          |
| 2015 | No Pay, Nudity                                        | Andrea                 |                          |
| 2019 | Joker                                                 | Penny Fleck            |                          |
| 2021 | The Power of the Dog                                  | Señora Burbank         |                          |
| 2023 | Nimona                                                | La directora           |                          |

### Televisión
| Año         | Título                           | Rol                           | Notas                                                                      |
| ----------- | -------------------------------- | ----------------------------- | -------------------------------------------------------------------------- |
| 1982        | American Playhouse               | Lilian Steichen               | Episodio: "Carl Sandburg: Echoes and Silences"                             |
| 1983        | Kennedy                          | Jean Smith                    |                                                                            |
| 1984        | 3, 2, 1... contact               | Kate                          | Episodio: "Earth: Building Models"                                         |
| 1986        | The Twilight Zone                | Ellie Pendleton               | Episodio: "The Library"                                                    |
| 1986        | Newhart                          | Liz Sable                     | Episodio: "Co-Hostess Twinkie"                                             |
| 1987        | Hill Street Blues                | Porche lady                   | Episodio: "Falling from Grace"                                             |
| 1987        | Remington Steele                 | Gladys Lynch                  | Episodio:"Steele Hanging in There: Part 1"                                 |
| 1987        | Crime Story                      | Mrs. Jankowski                | Episodio: "The Battle of Las Vegas"                                        |
| 1989        | Great Performances               | Mrs. Gibbs                    | Episodio: "Our Town"                                                       |
| 1990        | Law & Order                      | Elizabeth Hendrick            | Episodio:"Prisoner of Love"                                                |
| 1993        | Queen                            | Mrs. Benson                   | Episodio #3                                                                |
| 1997        | Crisis Center                    | Marylin                       | Episodio: "The Center"                                                     |
| 1998        | Cosby                            | Elizabeth                     | Episodio:"Judgement Day"                                                   |
| 1999        | Law & Order                      | Rosa Halasy                   | Episodio:"Disciple"                                                        |
| 2001 - 2005 | Six Feet Under                   | Ruth Fisher                   | 63 episodios                                                               |
| 2007 - 2008 | ER                               | Becky Riley                   | Episodios:"Coming Home" y "...As the Day She Was Born"                     |
| 2008        | Desperate Housewives             | Virginia Hildebrand           | Episodios:"There's Always a Woman", "What More Do I Need?" y City on Fire" |
| 2009 - 2014 | How I Met Your Mother            | Loretta Stinson               | 9 episodios                                                                |
| 2010        | Nip/Tuck                         | Jane Fields                   | Episodio: "Sheila Carlton"                                                 |
| 2010        | Happy Town                       | Peggy Haplin                  | 7 episodios                                                                |
| 2010        | Grey's Anatomy                   | Eleanor                       | Episodio: "Can't Fight Biology"                                            |
| 2010 - 2013 | Scooby-Doo! Mystery Incorporated | Angie Dinkley                 | Voz. 15 episodios                                                          |
| 2011        | El mentalista                    | Elspeth Cook                  | Episodio: "The Red Mile"                                                   |
| 2011        | United States of Tara            | Sandy Gregson                 | Episodios: "Crunchy Ice" y "The Full Fuck You Finger"                      |
| 2011        | Love Bites                       | Faye Strathmore               | Episodio: "How To..."                                                      |
| 2011 - 2018 | American Horror Story            | Moira O´Hara                  | Primera Temporada Murder House / Secundario (11 episodios)                 |
| 2011 - 2018 | American Horror Story            | Shachath o Ángel de la Muerte | Segunda Temporada Asylum / Secundario (5 episodios)                        |
| 2011 - 2018 | American Horror Story            | Myrtle Snow                   | Tercera Temporada Coven / Principal (9 episodios)                          |
| 2011 - 2018 | American Horror Story            | Gloria Mott                   | Cuarta Temporada Freak Show / Principal (8 episodios)                      |
| 2011 - 2018 | American Horror Story            | Mama Polk                     | Sexta Temporada Roanoke / Estrella Invitada (1 episodio)                   |
| 2011 - 2018 | American Horror Story            | Bebe Babbit                   | Séptima Temporada Cult / Estrella Invitada (2 episodios)                   |
| 2011 - 2018 | American Horror Story            | Myrtle Snow                   | Octava temporada Apocalypse / Estrella invitada (7 episodios)              |
| 2011 - 2018 | American Horror Story            | Moira O'Hara                  | Octava temporada Apocalypse / Estrella invitada (7 episodios)              |
| 2021        | American Horror Story            | Belle Noir                    | Décima temporada Double Feature / Principal (6 episodios)                  |
| 2013        | Royal Pains                      | Blythe Ballard                | 6 episodios                                                                |
| 2017        | The Mist (serie de televisión)   | Nathalie Raven                | Principal                                                                  |
| 2018        | Castle Rock                      | Martha Lacy                   | Recurrente (3 episodios)                                                   |
| 2018-19     | Arrested Development             | Lottie Dottie                 | (5 episodios)                                                              |
| 2020        | Muertos para mí                  | Eileen Wood                   | 4 episodios                                                                |

## Premios y nominaciones
| Año  | Premio                           | Categoría                                       | Por                                 | Resultado |
| ---- | -------------------------------- | ----------------------------------------------- | ----------------------------------- | --------- |
| 2002 | Premios Primetime Emmy           | Mejor Actriz - Serie dramática                  | Six Feet Under                      | Nominada  |
| 2002 | Premios del Sindicato de Actores | Mejor reparto de televisión - Drama             | Six Feet Under                      | Nominada  |
| 2003 | Premios Primetime Emmy           | Mejor Actriz - Serie dramática                  | Six Feet Under                      | Ganadora  |
| 2003 | Premios del Sindicato de Actores | Mejor reparto de televisión - Drama             | Six Feet Under                      | Ganadora  |
| 2004 | Premios Globo de Oro             | Mejor actriz de serie de televisión - Drama     | Six Feet Under                      | Ganadora  |
| 2004 | Premios del Sindicato de Actores | Mejor reparto de televisión - Drama             | Six Feet Under                      | Ganadora  |
| 2004 | Premios del Sindicato de Actores | Mejor actriz de televisión - Drama              | Six Feet Under                      | Ganadora  |
| 2005 | Premios Primetime Emmy           | Mejor Actriz - Serie dramática                  | Six Feet Under                      | Ganadora  |
| 2005 | Premios del Sindicato de Actores | Mejor reparto de televisión - Drama             | Six Feet Under                      | Nominada  |
| 2006 | Premios Primetime Emmy           | Mejor Actriz - Serie dramática                  | Six Feet Under                      | Nominada  |
| 2006 | Premios del Sindicato de Actores | Mejor reparto de televisión - Drama             | Six Feet Under                      | Nominada  |
| 2012 | Premios Primetime Emmy           | Mejor actriz de reparto - Miniserie o telefilme | American Horror Story: Murder House | Nominada  |
| 2012 | Premios Saturn                   | Mejor actriz de reparto en televisión           | American Horror Story: Murder House | Nominada  |
| 2014 | Premios Primetime Emmy           | Mejor actriz de reparto - Miniserie o telefilme | American Horror Story: Coven        | Ganadora  |